# Al-Barsa
Al-Barsa (arab. البرسة) – miejscowość w Syrii, w muhafazie Idlib. W 2004 roku liczyła 1614 mieszkańców.